# En gång är inte nog
En gång är inte nog en amerikansk film från 1975. Den hade sverigepremiär den 3 augusti 1976. Filmen bygger på en roman av Jacqueline Susann.

## Handling
Filmproducenten Mike Wayne gifter sig med en rik kvinna, men förhållandet mellan hans dotter January och kvinnan fungerar inte. Mike tycker inte om att January har blivit förälskad i den medelålders Tom Colt. I en flygolycka omkommer Mike och hustrun. Tom inser att han inte vill fortsätta förhållandet med January och försvinner ur hennes liv.

## Rollista
- Kirk Douglas - Mike Wayne
- Alexis Smith - Deidre Milford Granger
- David Janssen - Tom Colt
- George Hamilton - David Milford
- Melina Mercouri - Karla
- Gary Conway - Hugh
- Brenda Vaccaro - Linda
- Deborah Raffin - January
- Leonard Sachs - Dr. Peterson
- John Roper - Franco
- Phil Foster - taxichaufför
- Lillian Randolph - Mabel